# 26298 Dunweathers
26298 Dunweathers (tên chỉ định: 1998 SD124) là một tiểu hành tinh vành đai chính. Nó được phát hiện bởi dự án Nghiên cứu tiểu hành tinh gần Trái Đất Lincoln ở Socorro, New Mexico, USA ngày 16 tháng 9 năm 1998. Nó được đặt theo tên Duncan Weathers, một người đạt giải tìm kiếm tài năng khoa học năm 2010 và là một nhà khoa học của một trường cấp 3. Ông dạy ở học viện khoa học Texas ở Denton, Texas.